# Сигізмунд фон Ферстер
Сигізмунд фон Ферстер (нім. Sigismund von Förster; нар. 23 червня 1887, Зондербург, Провінція Шлезвіг-Гольштейн — пом. 12 січня 1959, Бремен) — німецький воєначальник часів Третього Рейху, генерал від інфантерії (1943) вермахту. Учасник Першої та Другої світових війн.

## Біографія
Військова кар'єра
- 28 лютого 1907 — фенрих
- 27 січня 1908 — лейтенант
- 8 листопада 1914 — обер-лейтенант
- 18 грудня 1915 — гауптман
- 1 лютого 1927 — майор
- 1 березня 1931 — оберст-лейтенант
- 1 жовтня 1933 — оберст
- 1 серпня 1936 — генерал-майор
- 1 квітня 1938 — генерал-лейтенант
- 1 травня 1943 — генерал від інфантерії

Сигізмунд фон Ферстер народився 23 червня 1887 року в місті Зондербург, Провінція Шлезвіг-Гольштейн (сучасна Данія). 28 лютого 1907 року поступив фенрихом на військову службу в 1-й Тюрінгійський піхотний полк «Граф Бозе» № 31 прусської армії.
На початку Першої світової війни служив полковим ад'ютантом запасного піхотного полку № 31 на фронті. Наприкінці 1916 року він перейшов до генерального штабу, служив на різних штабних посадах.
Після закінчення Першої світової війни продовжував службу в рейхсвері, на командних та штабних посадах. 1 жовтня 1930 року став командиром 1-го батальйону 5-го Прусського піхотного полку в Штеттіні. 1 квітня 1938 року він отримав звання генерал-лейтенанта з одночасним призначенням командиром 24-ї піхотної дивізії в Хемніці. Згодом командував 26-ю піхотною дивізією в Кельні.
На початку Другої світової війни бився на Західному фронті, був нагороджений обома застібками до Залізних хрестів. У середині січня 1941 року призначений командиром 97-ї легкої піхотної дивізії, але через три місяці він пішов з посади комдива. Потім його перевели до резерву фюрера. Влітку 1941 року його перевели до штабу командувача тилу групи армій «Південь». 1 жовтня 1941 року очолив 550-ту тилову військову зону (Korück 550). Пізніше проходив службу на різних посадах на південному фланзі німецько-радянського фронту. Очолював окремі структури 17-ї армії, був комендантом тилової смуги Таманського плацдарму, Керченської переправи.
1 травня 1943 року він отримав звання генерала піхоти. Бої в Криму та на півдні України. 13 лютого 1944 року став командиром 72-го армійського корпусу особливого призначення. У вересні 1944 року його знову перевели до фюрерського резерву. Вже наприкінці вересня 1944 року фон Ферстер був призначений командувачем Командування особливого призначення «Нижній Рейн». Наприкінці квітня 1945 року він був взятий у полон, з якого був випущений в 1947 році.

## Нагороди
- Залізний хрест 2-го і 1-го класу
- Ганзейський Хрест (Гамбург)
- Хрест «За військові заслуги» (Австро-Угорщина) 3-го класу з військовою відзнакою
- Королівський орден дому Гогенцоллернів, лицарський хрест з мечами (20 грудня 1917)
- Почесний хрест ветерана війни з мечами
- Медаль «За вислугу років у Вермахті» 4-го, 3-го, 2-го і 1-го класу (25 років)
- Медаль «У пам'ять 1 жовтня 1938»
- Застібка до Залізного хреста 2-го і 1-го класу
- Медаль «За зимову кампанію на Сході 1941/42»
- Орден Корони Румунії, великий хрест з мечами
- Німецький хрест в золоті (22 липня 1943)